# Anger 77
Anger 77 ist eine deutsche Rockband aus Erfurt in Thüringen.

## Bandgeschichte
Der Name der Band wurde aus der Adresse des Proberaums am Erfurter Anger gebildet.
Andreas „Sigi“ Siegmund (Gesang) und René „Kocher“ Koch (Gitarre) sind die einzigen beiden Mitglieder, die seit der Gründung 1990 jederzeit Teil der Band waren. In der Anfangszeit gehörten neben ihnen noch die Brüder Alexander (Gitarre) und Sebastian Jaschke (Schlagzeug) sowie ihr Vater Volkmar „Colt“ Jaschke (Bass) zur Besetzung. Letzterer wurde bereits 1992 durch Matthias Huck ersetzt.
1995 stießen schließlich Daniel Riethmüller (Bass), Ludwig Kendzia (Gitarre) und Fabian Kendzia (Schlagzeug) zur Band und ersetzten Matthias Huck und die Brüder Jaschke.
Die Band ist ein Wende-Produkt, das heißt, den in der DDR geltenden Regularien für Musikgruppen mussten sich die Schüler nicht unterordnen. Ohne staatliche Kontrolle hatten die Autodidakten dagegen Spaß am Musizieren und das Glück, von Fury in the Slaughterhouse als hoffnungsvoll erachtet zu werden. Nach einem Test-Gig im September 1992 (mit Poems for Laila als drittem Act) in der Erfurter Thüringenhalle erhielt Anger 77 den Zuschlag für eine Fury-Tour durch die neuen Bundesländer 1993.
Die erste CD Gruppentherapie war noch eine schlichte Demoaufnahmen-Pressung bei einem Chemnitzer Kleinlabel, doch bald schnappte sich das zur EMI Group gehörende Majorlabel Intercord Anger 77, um Allein im Flugzeug zu produzieren und im Juni 1998 zu veröffentlichen.
Anger 77 spielt seit 1997 jedes Jahr am 23. Dezember ein Weihnachtskonzert in Erfurt. In den letzten Jahren wurde das HsD/Museumskeller zum regelmäßigen Austragungsort dieses Events. Unterstützt wurden sie dabei unter anderem von Tim Hespen (Systemhysterie), Theo in Milk, Die Art, der Erfurter Sängerin Jean Lelá und diversen Projekten von Hannes Kinder.

## Diskografie

### Alben
- 1996: Gruppentherapie
- 1998: Allein im Flugzeug
- 2000: Keine Angst
- 2005: Betrunken von der Liebe
- 2010: Die Welt löst sich nicht in Tränen auf
- 2023: Weites Land

### EPs
- 1998: Anger 77
- 2003: Morgen Danach
- 2003: Gerade

### Singles
- 1998: Vielleicht
- 1999: Ich hab dich trotzdem gern
- 2000: Liebling
- 2000: Komm her
- 2001: Engel

### Demos
- 1991: It’s Not Only Rock ’n’ Roll
- 1993: Soweto
- 1995: Gold
- 1995: Raum mit Dancequeen

### Sampler
- 1991: Zähne 91
- 1995: Erfurt Calling
- 1996: Hard of Hearing
- 1999: Erfurt Calling 3
- 1999: Alternation
- 1999: Pop 2000
- 1999: Rosebud Red
- 2000: Rohkost